# Copa Panamericana de Voleibol Femenino Sub-23 de 2012
La I Copa Panamericana de Voleibol Femenino Sub-23 se celebró del 3 de septiembre al 8 de septiembre de 2012 enLima,  Perú. El torneo contó con la participación de 8 selecciones; 4 de la NORCECA y 4 de la Confederación Sudamericana de Voleibol. Las selecciones compitieron por cuatro cupos para el Campeonato Mundial de Voleibol Femenino Sub-23 de 2013.

## Podio
| República Dominicana           |
| Campeón                        |
| República Dominicana 1º Título |

| Brasil      |
| Sub-Campeón |
| Brasil      |

| Argentina |
| 3º Lugar  |
| Argentina |

## Equipos participantes
NORCECA (Confederación del Norte, Centroamérica y del Caribe):
- Canadá
- Cuba
- República Dominicana
- Costa Rica

CSV (Confederación Sudamericana de Voleibol):
- Argentina
- Brasil
- Perú
- Colombia

## Grupos
| Grupo A   | Grupo B              |
| --------- | -------------------- |
| Brasil    | Perú                 |
| Argentina | República Dominicana |
| Cuba      | Costa Rica           |
| Colombia  | Canadá               |

## Primera fase
- Los horarios corresponden a la hora de Perú (UTC-5)

### Grupo A

#### Resultados
| Fecha    | Hora  | Encuentro            | Resultado | Set   | Set   | Set   | Set   | Set   | Puntuación total |
| Fecha    | Hora  | Encuentro            | Resultado | 1     | 2     | 3     | 4     | 5     | Puntuación total |
| -------- | ----- | -------------------- | --------- | ----- | ----- | ----- | ----- | ----- | ---------------- |
| 03-09-12 | 14:30 | Brasil - Colombia    | 3-1       | 25-19 | 21-25 | 27-25 | 25-20 |       | 98-89            |
| 03-09-12 | 16:30 | Cuba - Argentina     | 1-3       | 25-22 | 25-27 | 14-25 | 15-25 |       | 79-99            |
| 04-09-12 | 14:30 | Cuba - Colombia      | 3-0       | 25-18 | 25-17 | 25-21 |       |       | 75-56            |
| 04-09-12 | 16:30 | Brasil - Argentina   | 3-0       | 25-18 | 25-16 | 26-24 |       |       | 76-58            |
| 05-09-12 | 14:30 | Argentina - Colombia | 3-2       | 23-25 | 25-21 | 22-25 | 25-18 | 19-17 | 114-106          |
| 05-09-12 | 16:30 | Brasil - Cuba        | 3-1       | 23-25 | 25-15 | 25-8  | 25-17 |       | 98-65            |

#### Clasificación
| Pos | Equipo    | PJ | PG | PP | SF | SC | DS | PTS |
| --- | --------- | -- | -- | -- | -- | -- | -- | --- |
| 1   | Brasil    | 3  | 3  | 0  | 9  | 2  | +7 | 13  |
| 2   | Argentina | 3  | 2  | 1  | 6  | 6  | 0  | 7   |
| 3   | Cuba      | 3  | 1  | 2  | 5  | 6  | -1 | 7   |
| 4   | Colombia  | 3  | 0  | 3  | 3  | 9  | -6 | 3   |

### Grupo B

#### Resultados
| Fecha    | Hora  | Encuentro                         | Resultado | Set   | Set   | Set   | Set   | Set | Puntuación total |
| Fecha    | Hora  | Encuentro                         | Resultado | 1     | 2     | 3     | 4     | 5   | Puntuación total |
| -------- | ----- | --------------------------------- | --------- | ----- | ----- | ----- | ----- | --- | ---------------- |
| 03-09-12 | 18:30 | República Dominicana - Canadá     | 3-0       | 25-14 | 25-13 | 25-20 |       |     | 75-47            |
| 03-09-12 | 20:30 | Perú - Costa Rica                 | 3-0       | 25-8  | 25-10 | 25-8  |       |     | 75-26            |
| 04-09-12 | 18:30 | República Dominicana - Costa Rica | 3-0       | 25-6  | 25-8  | 25-17 |       |     | 75-31            |
| 04-09-12 | 20:30 | Perú - Canadá                     | 3-1       | 25-15 | 21-25 | 26-24 | 25-22 |     | 97-86            |
| 05-09-12 | 18:30 | Canadá - Costa Rica               | 3-0       | 25-16 | 25-15 | 25-18 |       |     | 75-49            |
| 05-09-12 | 20:30 | Perú - República Dominicana       | 1-3       | 23-25 | 19-25 | 25-18 | 20-25 |     | 87-93            |

#### Clasificación
| Pos | Equipo               | PJ | PG | PP | SF | SC | DS | PTS |
| --- | -------------------- | -- | -- | -- | -- | -- | -- | --- |
| 1   | República Dominicana | 3  | 3  | 0  | 9  | 1  | +8 | 14  |
| 2   | Perú                 | 3  | 2  | 1  | 7  | 4  | +3 | 10  |
| 3   | Canadá               | 3  | 1  | 2  | 4  | 6  | -2 | 6   |
| 4   | Costa Rica           | 3  | 0  | 3  | 0  | 9  | -9 | 0   |

#### Sistema de clasificación
|  |                                                             |
|  | Clasificación directa a semifinales por el 1° al 4° puesto. |
|  | Clasificación a cuartos de final por el 1° al 4° puesto.    |
|  | Clasificación a semifinales por el 5° al 8° puesto.         |

## Fase final

### Final 1.º al 4.º puesto
|  | Cuartos de final      | Cuartos de final |                        |                        | Semifinales     | Semifinales |  |  | Final | Final |
|  |                       |                  |                        |                        |                 |             |  |  |       |       |
|  |                       |                  |                        |                        |                 |             |  |  |       |       |
|  |                       |                  |                        |                        |                 |             |  |  |       |       |
|  | Brasil                |                  |                        |                        |                 |             |  |  |       |       |
|  | 7 de septiembre       |                  |                        |                        |                 |             |  |  |       |       |
|  | Clasifica 1ro en el A |                  |                        |                        |                 |             |  |  |       |       |
|  | Perú                  | 0                |                        |                        |                 |             |  |  |       |       |
|  | Perú                  | 0                | 6 de septiembre        |                        |                 |             |  |  |       |       |
|  |                       | Brasil           | 3                      |                        |                 |             |  |  |       |       |
|  | Perú                  | Brasil           | 3                      | 3                      |                 |             |  |  |       |       |
|  | Perú                  |                  |                        | 3                      |                 |             |  |  |       |       |
|  | Cuba                  | 1                |                        |                        |                 |             |  |  |       |       |
|  | Cuba                  | 1                | República Dominicana   | 3                      |                 |             |  |  |       |       |
|  |                       |                  | República Dominicana   | 3                      |                 |             |  |  |       |       |
|  |                       | Brasil           | 0                      |                        |                 |             |  |  |       |       |
|  | R. Dominicana         | Brasil           | 0                      |                        |                 |             |  |  |       |       |
|  | 7 de septiembre       |                  |                        |                        |                 |             |  |  |       |       |
|  | Clasifica 1ro en el B |                  |                        |                        |                 |             |  |  |       |       |
|  | R. Dominicana         | 3                | Tercer y cuarto puesto | Tercer y cuarto puesto |                 |             |  |  |       |       |
|  | R. Dominicana         | 3                | Tercer y cuarto puesto | Tercer y cuarto puesto | 6 de septiembre |             |  |  |       |       |
|  |                       | Argentina        | 1                      |                        |                 |             |  |  |       |       |
|  | Argentina             | Argentina        | 1                      | 3                      | Argentina       | 3           |  |  |       |       |
|  | Argentina             |                  |                        | 3                      | Argentina       | 3           |  |  |       |       |
|  | Canadá                | 0                |                        | Perú                   | 1               |             |  |  |       |       |
|  | Canadá                | 0                |                        |                        | 1               |             |  |  |       |       |
|  |                       |                  |                        |                        |                 |             |  |  |       |       |
|  |                       |                  |                        |                        |                 |             |  |  |       |       |

#### Resultados
| Fase             | Fecha    | Hora  | Encuentro                        | Resultado | Set   | Set   | Set   | Set   | Set | Puntuación total |
| Fase             | Fecha    | Hora  | Encuentro                        | Resultado | 1     | 2     | 3     | 4     | 5   | Puntuación total |
| ---------------- | -------- | ----- | -------------------------------- | --------- | ----- | ----- | ----- | ----- | --- | ---------------- |
| Cuartos de Final | 06-09-12 | 16:30 | Argentina - Canadá               | 3-0       | 25-19 | 25-19 | 25-16 |       |     | 75-54            |
| Cuartos de Final | 06-09-12 | 20:30 | Perú - Cuba                      | 3-1       | 15-25 | 25-18 | 25-20 | 25-22 |     | 90-85            |
| Semifinal        | 07-09-12 | 16:30 | República Dominicana - Argentina | 3-1       | 25-17 | 25-17 | 26-28 | 25-20 |     | 101-82           |
| Semifinal        | 07-09-12 | 20:30 | Brasil - Perú                    | 3-0       | 26-24 | 25-20 | 25-18 |       |     | 76-62            |
| Final            | 08-09-12 | 17:00 | Brasil- República Dominicana     | 0-3       | 19-25 | 16-25 | 19-25 |       |     | 75-54            |
| Tercer Lugar     | 08-09-12 | 19:00 | Argentina - Perú                 | 3-1       | 20-25 | 25-14 | 25-16 | 25-20 |     | 95-75            |

### Final 5.º al 8.º puesto
|  | Semifinales 5.º - 8.º | Semifinales 5.º - 8.º |   |          | 5.º lugar  | 5.º lugar |  |
|  |                       |                       |   |          |            |           |  |
|  |                       |                       |   |          |            |           |  |
|  |                       |                       |   |          |            |           |  |
|  | Colombia              | 0                     |   |          |            |           |  |
|  | Canadá                | 3                     |   |          |            |           |  |
|  |                       |                       |   |          |            |           |  |
|  |                       |                       |   |          |            |           |  |
|  |                       |                       |   |          | Canadá     | 2         |  |
|  |                       | Cuba                  | 3 |          |            |           |  |
|  |                       |                       |   |          |            |           |  |
|  |                       |                       |   |          |            |           |  |
|  |                       |                       |   |          | 7.º puesto |           |  |
|  |                       |                       |   |          |            |           |  |
|  | Costa Rica            | 0                     |   | Colombia | 3          |           |  |
|  | Cuba                  | 3                     |   |          | Costa Rica | 0         |  |

#### Resultados
| Fase          | Fecha    | Hora  | Encuentro             | Resultado | Set   | Set   | Set   | Set   | Set  | Puntuación total |
| Fase          | Fecha    | Hora  | Encuentro             | Resultado | 1     | 2     | 3     | 4     | 5    | Puntuación total |
| ------------- | -------- | ----- | --------------------- | --------- | ----- | ----- | ----- | ----- | ---- | ---------------- |
| Semifinal     | 07-09-12 | 14:30 | Colombia - Canadá     | 0-3       | 23-25 | 23-25 | 20-25 |       |      | 66-75            |
| Semifinal     | 07-09-12 | 18:30 | Costa Rica - Cuba     | 0-3       | 14-25 | 8-25  | 7-25  |       |      | 29-75            |
| Séptimo Lugar | 08-09-12 | 13:00 | Colombia - Costa Rica | 3-0       | 25-17 | 25-16 | 25-9  |       |      | 75-42            |
| Quinto Lugar  | 08-09-12 | 15:00 | Canadá - Cuba         | 2-3       | 25-16 | 24-26 | 18-25 | 25-22 | 7-15 | 99-104           |

## Clasificación final
| \| Pos \| Equipo \| \| --- \| -------------------- \| \| \| República Dominicana \| \| \| Brasil \| \| \| Argentina \| \| 4 \| Perú \| \| 5 \| Cuba \| \| 6 \| Canadá \| \| 7 \| Colombia \| \| 8 \| Costa Rica \| | Equipo de Oro Winnifer Fernández, Lisvel Eve, Marianne Fersola, Brenda Castillo , Pamela Soriano, Niverka Marte, Cándida Arias, Jeoselyna Rodríguez, Celenia Toribio, Yonkaira Peña, Galia González, Brayelin Martínez. Entrenador: Marcos Kwiek |
| Pos | Equipo |
| | República Dominicana |
| | Brasil |
| | Argentina |
| 4 | Perú |
| 5 | Cuba |
| 6 | Canadá |
| 7 | Colombia |
| 8 | Costa Rica |

## Distinciones individuales
| Distinción      | Nombre             | Equipo               |
| --------------- | ------------------ | -------------------- |
| MVP             | Yonkaira Peña      | República Dominicana |
| Mejor Anotadora | Lucia Fresco       | Argentina            |
| Mejor Ataque    | Gabriela Guimaraes | Brasil               |
| Mejor Bloqueo   | Candida Arias      | República Dominicana |
| Mejor Servicio  | Kelci French       | Canadá               |
| Mejor Armadora  | Antonela Cuartola  | Argentina            |
| Mejor Recepción | Juliana Paes       | Brasil               |
| Mejor Defensa   | Brenda Castillo    | República Dominicana |
| Mejor Líbero    | Jasmin Molli       | Argentina            |